# 元健大和
元健大和直販事業股份有限公司係於新竹科學園區所屬宜蘭科學園區中的廠商。 其以製造「國產助聽器」興業並擁有台湾产助聽器品牌「耳寶助聽器」，之後建置助聽器通路品牌「元健助聽器」，目前在全台灣共有門市49家。此外，它也是一家創櫃公司，資本額超過4,000萬新台币。